# سرخ‌خاکستر (درخت)
سرخ‌خاکستر (درخت) (نام علمی: Alphitonia excelsa) نام یک گونه از سرده خاکستردرختان است.